# 達亞鄉
45°48′05″N 24°17′10″E / 45.80139°N 24.28611°E
達亞鄉（羅馬尼亞語：Comuna Daia, Giurgiu），是羅馬尼亞的鄉份，位於該國南部，由久爾久縣負責管轄，面積64平方公里，海拔高度60米，2007年人口2,814，人口密度每平方公里44人。